# جونگ می-ران
جونگ می-ران (انگلیسی: Jung Mi-ran؛ زادهٔ ۲۰ مارس ۱۹۸۵) بازیکن زن بسکتبال اهل کره جنوبی بود. وی در بازی‌های المپیک تابستانی ۲۰۰۴ شرکت کرده‌است.